# Falciot cuaespinós de carpó blanc
El falciot cuaespinós de carpó blanc (Chaetura spinicaudus) és una espècie d'ocell de la família dels apòdids (Apodidae) que habita boscos i zones obertes del sud-oest de Costa Rica, Panamà, oest, nord i est de Colòmbia, sud i est de Veneçuela, Trinitat, Guaiana i oest i nord-est del Brasil.